# رافائيل الكورتا
رافائيل الكورتا (بالإسبانية: Rafael Alkorta)‏ ولد 16 سبتمبر 1968 في بلباو، هو لاعب كرة قدم إسباني دولي سابق كان يلعب كمدافع. سبق له أن لعب في كأس العالم لكرة القدم مع منتخب بلاده. لعب خلال مسيرته 410 مباريات سجل خلالها 10 أهداف.

## مرحلة الشباب

### أندية لعب لها
- أتلتيك بيلباو

## المسيرة الاحترافية

### أندية لعب لها
- أتلتيك بيلباو ب
- أتلتيك بيلباو
- ريال مدريد

## روابط خارجية
- رافائيل الكورتا على موقع الاتحاد الدولي (مؤرشف)  (الإنجليزية)
- رافائيل الكورتا على موقع قاعدة بيانات كرة القدم.إي يو (الإنجليزية)
- رافائيل الكورتا على موقع ناشيونال فوتبول تيمز (الإنجليزية)